# Cordillera de la Concepción
La cordillera de La Concepción son un cordón montañoso situado entre la Región de Aysén y la Provincia de Chubut, más precisamente entre el lago Christie y el lago Nansen, ambos en la cuenca del río Pascua.: 243 
En su Diccionario jeográfico de Chile publicado en 1924, Luis Risopatrón escribió sobre el nombre: fue puesto en recuerdo del sacrificio de un grupo de soldados chilenos, en el villorrio peruano de aquella denominacion, el 9 de julio de 1882.